# Рекубрацький Анатолій Захарович
Анатолій Захарович Рекубрацький (21 листопада 1945, с. Комиш-Зоря, Запорізька область, Україна — 7 жовтня 2011) — український поет, прозаїк, журналіст, член Спілки письменників України, лауреат премії М. Нагнибіди за книгу «Люди моєї пам'яті».
Твори А. Рекубрацького перекладені на англійську, німецьку, болгарську, польську, російську, білоруську, грузинську, вірменську, башкирську, азербайджанську, хакаську та калмицьку мови. Деякі вірші покладені на музику запорізьким композитором А. Сердюком.

## Життєпис
Анатолій Рекубрацький народився 21 листопада 1945 року. Дитячі і шкільні літа пройшли в селищі Комиш-Зоря Куйбишевського району Запорізької області. Перші вірші Анатолія Захаровича були автобіографічними.
Писав і друкував Анатолій Захарович з дитинства. Перший вірш опублікував п'ятикласником у дитячій республіканській газеті «Зірка», щедро друкувала перші спроби юного поета й Куйбишевська районна газета. Ще школярем його творчість помітили старші запорізькі письменники Петро Ребро та Микола Лиходід і схвально відгукнулися про юного автора в газетах «Запорізька правда» та «Комсомолець Запоріжжя».
Після закінчення Комиш-Зорянської середньої школи вступив на філологічний факультет Запорізького державного педагогічного інституту (українське відділення). Перша публікація Анатолія Рекубрацького з'явилась в літературному журналі «Дніпро» у 1954 році.
З третього курсу молодий поет був призваний до армії та служив у льотних та ракетних військах з 1964 по 1967 рік. Після служби повернувся до вузу. Він був учасником багатьох літературних республіканських та всесоюзних семінарів. Його творчість позитивно відзначили Андрій Малишко, Дмитро Білоус, Павло Загребельний, Борис Олійник, Леонід Новиченко, Роберт Рождєственський.
Помер Анатолій Захарович 7 жовтня 2011 року.

## Творчість
У 1975 році побачила світ перша збірка Анатолія Рекубрацького «Сурми», яку високо оцінила майже вся республіканська преса — журнали «Вітчизна», «Дніпро», «Донбас», «Прапор», газети «Радянська Україні», «Літературна Україна», «Комсомольское знамя», «Молодь України», «Друг читача» та інші. Того ж року він був прийнятий до лав Спілки письменників СРСР.
Анатолій Рекубрацький — автор збірок поезій «Сурми», «Люди моєї пам'яті», «Поверни мені той листопад», «Наснись мені». Останні книги — збірка оповідань «Не судилося», фантастична повість «Феєрверк», а також гумористична «Апельсин з дірками» зовсім не означають про відхід від основного амплуа — поета-лірика.
Все творче життя Анатолій Захарович поєднував з журналістикою, працював у газетах «Комсомолець Запоріжжя», власним кореспондентом «Правди України» по Запорізькій області та завідувачем відділу «Запорізької правди».
Анатолій Захарович завжди був активним у громадському та літературному житті області. В його активі сотні читацьких конференцій і літературних зустрічей, він — учасник молодіжних фестивалів у Москві, Нижньому Новгороді, Хакасії та інші. На вірші А. Рекубрацького написано чимало пісень, майстри народного мистецтва створили цілу галерею робіт на теми його творів.
Двотомне видання поезії та прози є найбільш повним, але не вичерпним. У 2004 році Анатолій Захарович порадував своїх читачів І томом поетичної збірки «Не догорить свіча по Україні», а у 2006 році виходить ІІ том — «Боли мені, Вкраїнонько, боли… Твори, вибрані майстрами» — перша збірка прозових творів.

## Народні майстри України натхненні творчістю поета
Твори українського поета Анатолія Рекубрацького надихнули людей інших творчих професій на створення робіт в різних жанрах. Це — пісні, вишивки, аплікації, видувка із скла, тиснення із шкіри, фотоетюди, вернісажі та інше. Після тривалих пошуків творів до персональної виставки Анатолія Рекубрацького «Нашій державі — 10. Україна — вічна», присвяченої 10 — річчю незалежності України, 17 майстрів із Запоріжжя, Сімферополя, Івано — Франківська, Дніпропетровська, Полтави та Черкас представили 96 робіт.
Заслужена вчителька України, член Національної спілки майстрів народного мистецтва України Валентина Гаврилівна Харлова розпочала вишивати полотна на теми поезій А. Рекубрацького ще 30 років тому. На персональній виставці Анатолія Захаровича було представлено 30 робіт цієї народної майстрині, зокрема на вірші «Неподільна булава», «Легенда про козацьку церкву», «Не догорить свіча по Україні», «Лет», «Ішли удвох».
Народна майстриня Ніна Семенівна Марюха, працює в жанрі викладання з соломи та аплікація. Вона створила пересувну виставку «Поезія Анатолія Рекубрацького — політ моєї душі». Натхнення для своїх робіт Ніна Семенівна отримала від поезій улюбленого поета. Ця виставка постійно демонструється в бібліотеках, школах, будинках культури. Найяскравіші аплікації із соломи — до пісень Анатолія Сердюка і Анатолія Рекубрацького «Козацькі заручини» та «Наснись мені», до поезій «Молозиво», «Поверни мені той листопад».
Відомий український фотохудожник Олег Бурбовський з Анатолієм Рекубрацьким співпрацював близько 30 років. Найкращими фотоетюдами О. Бурбовського безсумнівно можна вважати «Наснись мені» до однойменного вірша А. Рекубрацького.

## Цікаві зустрічі в житті А. Рекубрацького
Свій поетичний талант А. Рекубрацький вміло використовував в активній громадянській позиції. На зорі становлення незалежної України публіцистичні статті значно вплинули на результати грудневого референдуму 1991 року в Запорізькій області, зокрема серед сільського населення. Його публікації аналізувалися у виборчих штабах Л. Кравчука і Л. Кучми, а окремі терміни і навіть абзаци використовувались у передвиборних промовах кандидатів у Президенти України.
Мабуть, не випадковою в житті А. Рекубрацького, стала зустріч із відомим запорізьким композитором Анатолієм Сердюком. Натхненний творчістю поета, композитор почав активно співпрацювати з ним. Результатом спільної праці стали пісні, присвячені козацтву, історії запорізької землі, ліричні композиції: «Неподільна булава», «Козацькі заручини», «Ніщо так не болить, як Україна», «Наснись мені», «Вальс вічності», «Сам не гам», інші.
Пісенна творчість поета різноманітна. Це і ліричні, патріотичні, гумористичні пісні. Але найзнаковішою піснею слід вважати «Неподільну булаву» (1993 р.), яку виконує автор музики Анатолій Сердюк, її взяли до репертуару також народні та професійні колективи. Саме ця пісня довгий час звучала у Верховній Раді України. А під час «Помаранчевої революції» вона звучала на майдані Незалежності, її часто передавало українське радіо, транслювало телебачення: